# Pimpla ellopiae
Pimpla ellopiae är en stekelart som beskrevs av Alan John Harrington 1892. Pimpla ellopiae ingår i släktet Pimpla och familjen brokparasitsteklar. Inga underarter finns listade i Catalogue of Life.